# Lorenzo Bartolini

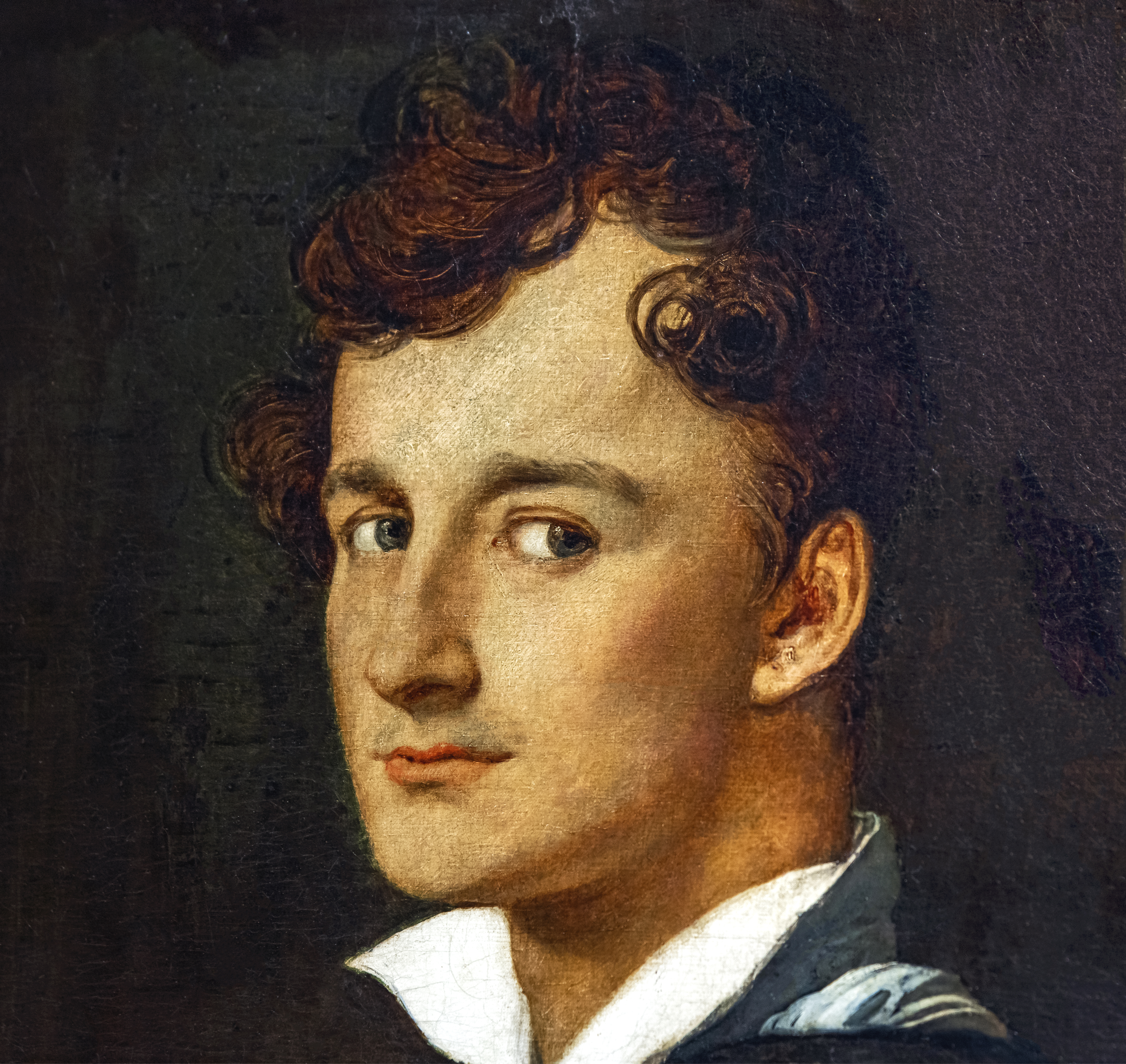
Lorenzo Bartolini, gemalt von Ingres

Lorenzo Bartolini (* 7. Januar 1777 in Vaiano bei Savignano, Provinz Prato, Toskana; † 20. Januar 1850 in Florenz) war ein italienischer Bildhauer.

## Leben
Bartolini entstammte einer einfachen Handwerkerfamilie, sein Vater Liborio Bartolini war Schmied und seine Mutter Maria Maddalena (geborene Fabbri oder Magli) war eine Bäuerin. Von Vernio aus kam er schon als Kind nach Florenz eine Zeitlang als „Alabastrajo“ in Fabriken, die aus Alabaster (Gips) kleinere Kunstwerke herstellten. Er arbeitete unter anderem in der Werkstatt der Gebrüder Pisani (Giuseppe Pisani) in Carrara und lernte den Trentiner Bildhauer Giovanni Insom kennen, der ihn unterrichtete. 1795 zog er nach Volterra, und arbeitete in der Werkstatt des Bildhauers Valinteri, danach für den Alabastero Corneil. 1797 ging er nach Paris, um dort neben seiner handwerklichen Tätigkeit, er bestritt seinen Lebensunterhalt mit der Herstellung von Nippes, künstlerische Studien zu betreiben. Er fand in dem etwas jüngeren Jean-Auguste-Dominique Ingres einen Freund, durch dessen Vermittlung er an die Académie des Beaux-Arts kam. Als Bartolini mit seinem Relief Kleobis und Biton bei einem akademischen Wettbewerb einen zweiten Preis gewann, wurde Dominique Denon auf ihn aufmerksam. Denon, der Generalinspektor aller Pariser Museen war, empfahl ihn weiter und in der Folge bekam Bartolini einige sehr lukrative Staatsaufträge. Er wurde unter anderem beauftragt, eine Büste Napoléons über dem Tor des „Institut de France“ herzustellen. Für die Vendöme-Säule entwarf er das Relief der Schlacht bei Austerlitz.
Im Jahr 1807/1808 entsandte ihn Napoleon nach Carrara, um dort eine Akademie der Skulptur (italienisch scuola di scultura dell’Accademia di Carrara) zu gründen, zu dessen Direktor er ernannt wurde. Diese Schule leitete er, bis Napoléon 1814 abdanken musste. Er wurde von den Einwohnern Carraras als Napoleonist angegriffen, so dass er floh und den Kaiser nach Elba begleitete. Im Juni 1815, nach der Schlacht bei Waterloo, übersiedelte Bartolini nach Florenz, wo er sich als freier Künstler niederließ. Zu seinen ersten Arbeiten gehörte die Statue eines Winzers („rammostatore“), der Weintrauben keltert. Als der Bildhauer Stefano Ricci starb, wurde Bartolini dessen Nachfolger als Professor an der Akademie der bildenden Künste von Florenz.
Bartolini wurde in der Kirche S. Croce zu Florenz bestattet, sein Schüler Romanelli fertigte das Grabdenkmal.

## Künstlerische Bedeutung
Bartolinis Richtung ist durch die akademische Manier der Davidschen Schule bestimmt und nähert sich auch zum Teil der Auffassung Canovas. In seiner langen und einflussreichen Lehrtätigkeit an der Florentiner Akademie machte er sich besonders dadurch verdient, dass er die Arbeit nach dem lebenden Modell wieder einführte. Er gilt als der Begründer des Verismo in der italienischen Bildhauerei. Zu seinen Schülern zählen Vincenzo Vela und Francesco Gajarini.
Bartolini galt in Italien als der Begründer einer neuen Richtung der Plastik. Er versuchte, ähnlich wie Ingres in der Malerei, die klassizistische Kunst durch das Studium der Natur zu beleben. Die Plastiken sollten sich, nach seinen Vorstellungen, von den konventionellen Formen lösen. Mit dieser Idee geriet er an der Florentiner Akademie mit den Anhängern der alten Schule in heftige Konflikte. Seine Reformbestrebungen blieben daher weitgehend theoretischer Art, selbst seine eigenen Werke wichen von den Grundsätzen, die er lehrte, ab.
1833 wurde Bartolini in New York zum Ehrenmitglied (Honorary NA) der National Academy of Design gewählt. 1847 wurde er als assoziiertes Mitglied in die Königliche Akademie der Wissenschaften und Schönen Künste von Belgien aufgenommen.

## Werke (Auswahl)
- Kaiserin Marie-Louise von Frankreich, Marmor-Büste, 1811, Kunsthistorisches Museum, Wien
- Carità educatrice (im Palazzo Pitti, Florenz)
- 1846: Statue des Niccolò Macchiavelli (im Portico degli Uffizi, Florenz, Niccolò Machiavelli, 3. Mai 1469–21. Juni 1527)
- Denkmal des Commendatore Nicola Demidoff (Piazza Demidoff, Florenz)
- Grabmäler der Contessa Sofia Zamodska Czartoryski und des Ministers Vittorio Fossombroni (Kirche S. Croce, Florenz)
- Grabmal des Grafen von Neipperg (Steccata in Parma)
- Kenotaph für Lady Stratford-Canning (Dom in Lausanne)
- 1845: Grabdenkmal für Hortense de Beauharnais (Schlosskapelle Arenenberg)[8]

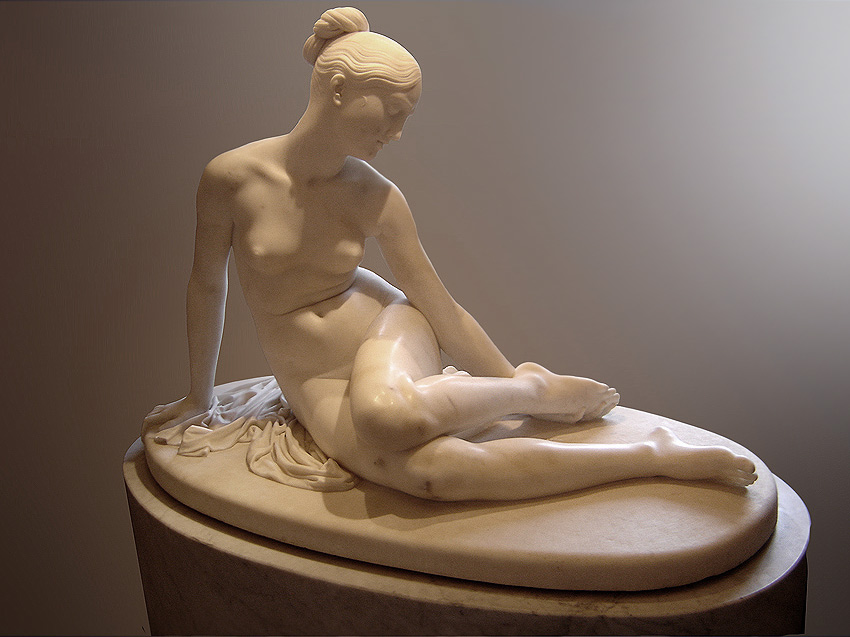
Nymphe mit Skorpion, Louvre
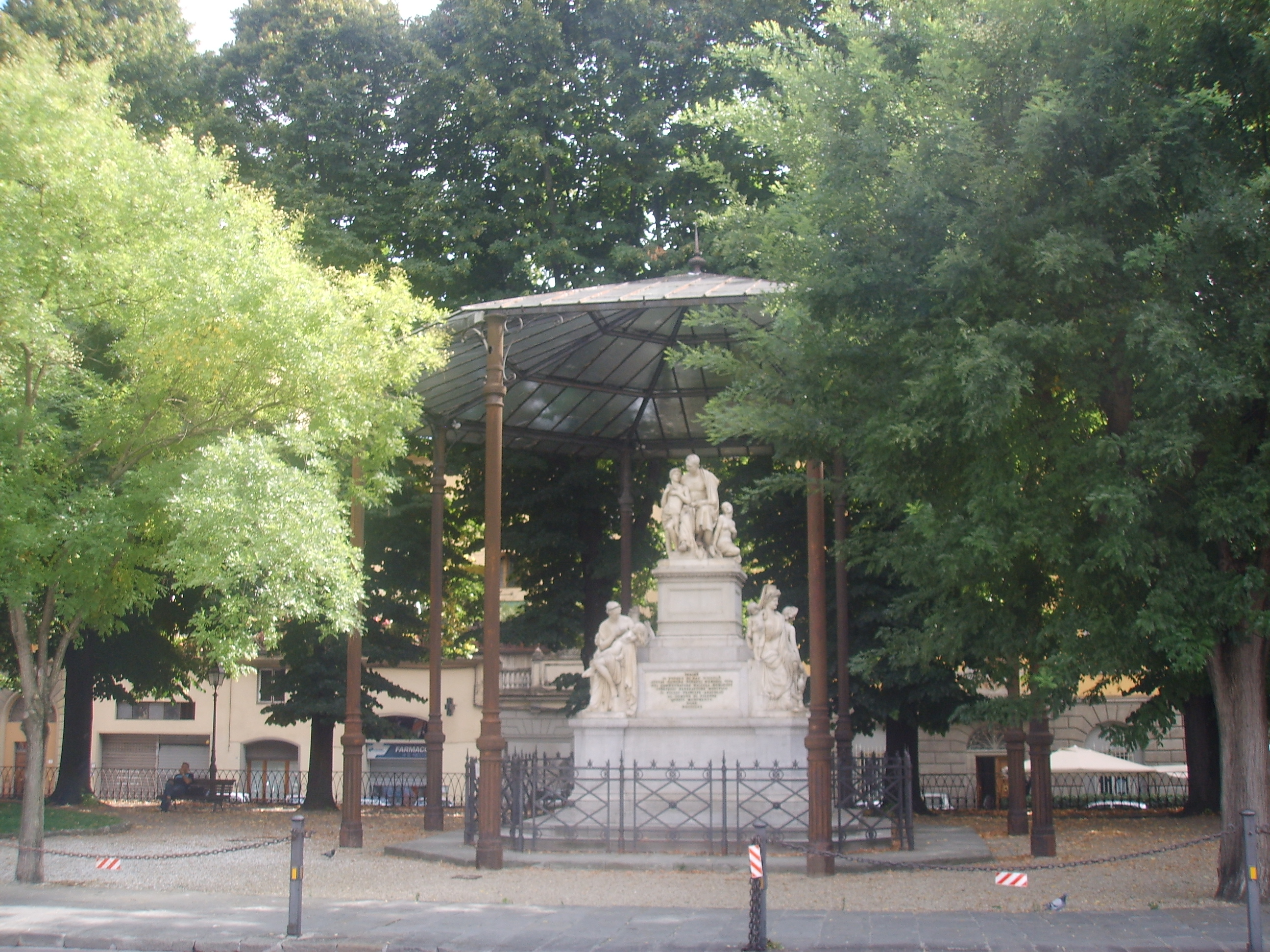
Denkmal für Nicola Demidoff
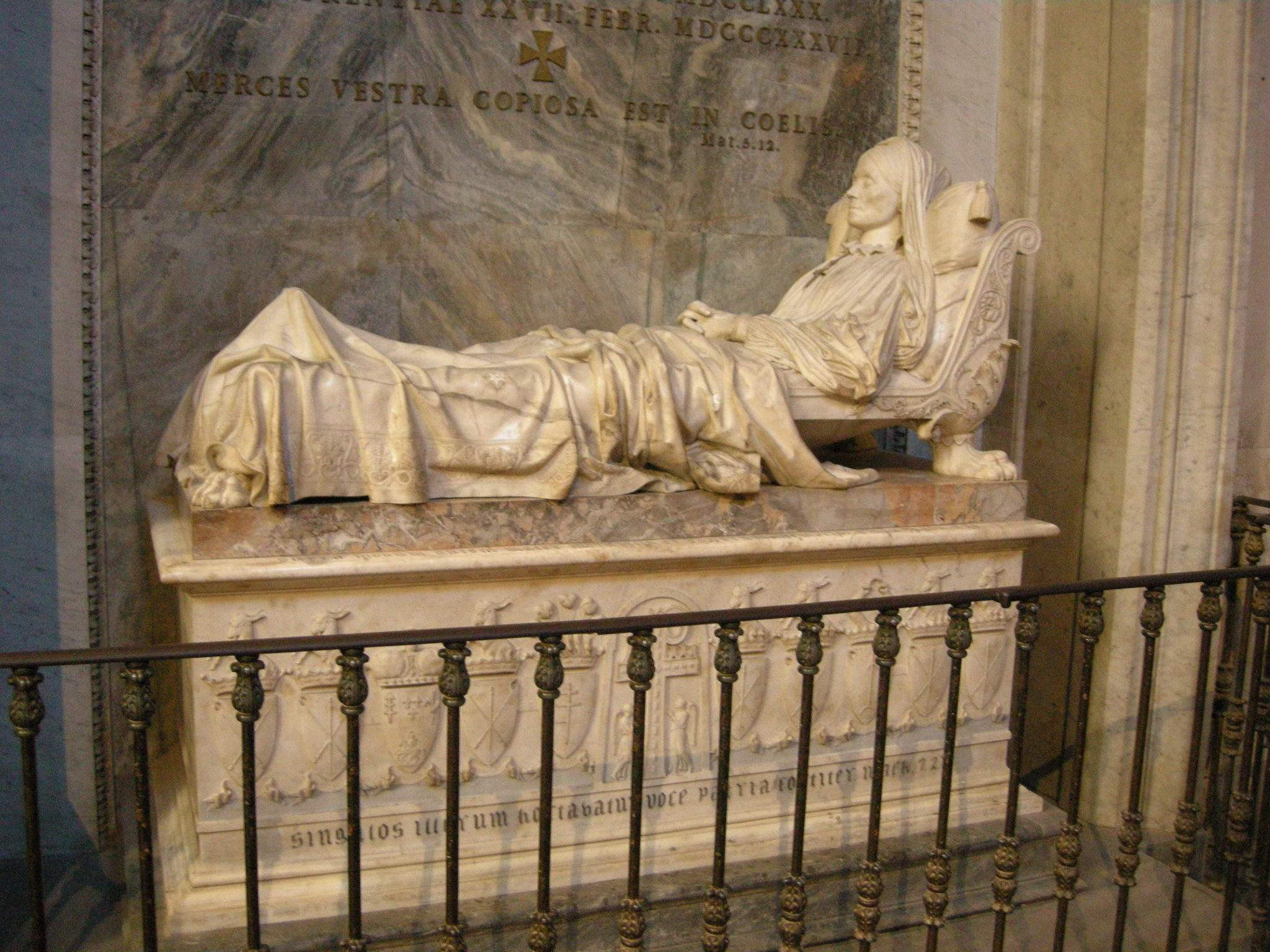
Sofia Zamodska Czartoryski